# Ulsnis

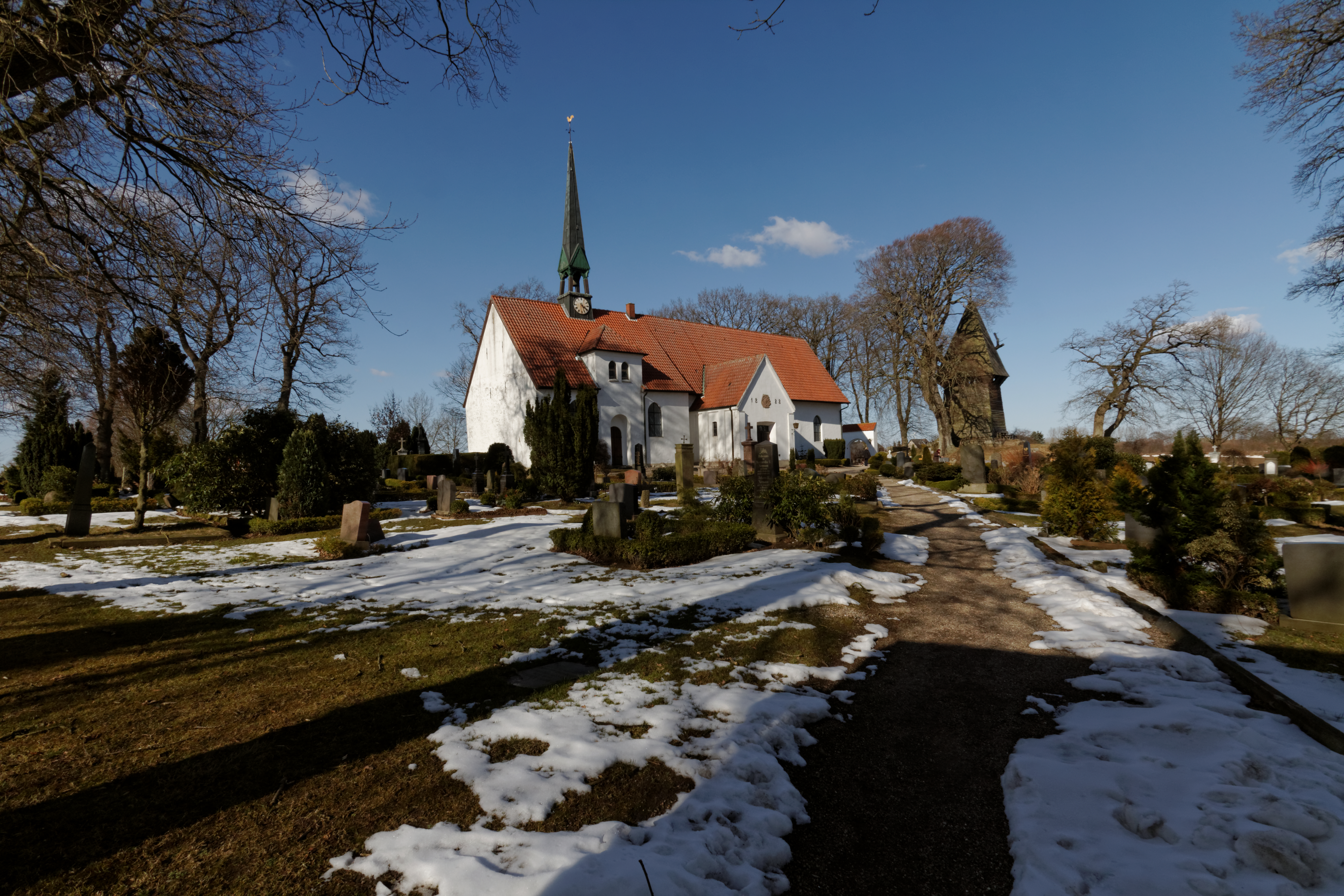
Wilhadi-Kościół

Ulsnis (duń. Ulsnæs) – miejscowość i gmina w Niemczech w kraju związkowym Szlezwik-Holsztyn, w powiecie Schleswig-Flensburg, wchodzi w skład urzędu Süderbrarup.